# China Minsheng Banking

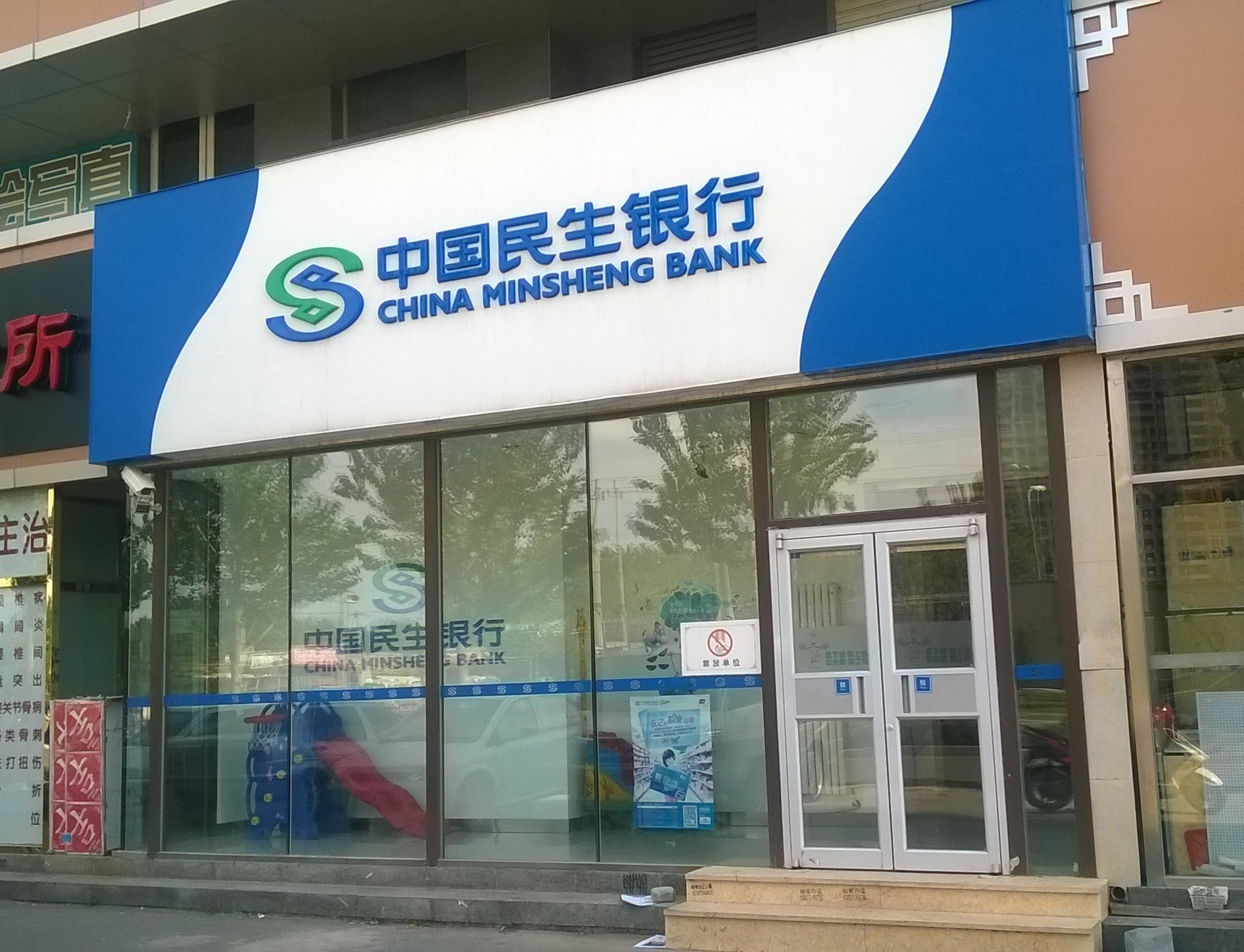
La Minsheng Bank Tower est la plus haute tour de Wuhan

La China Minsheng Banking (chinois simplifié : 中国民生银行 ; chinois traditionnel : 中國民生銀行 ; pinyin : Zhōngguó Mínshēng Yínháng ; litt. « Banque de la Santé populaire de Chine ») est une importante banque de Chine.

## Histoire
La banque est fondée le 12 janvier 1996 par Jin Shuping, un avocat et homme d'affaires chinois dont l'influence n'a fait que croître depuis 1949. La spécificité de la banque est d'avoir été majoritairement financée par des investisseurs privés, contrairement aux autres grandes banques chinoises. Le 19 décembre 2000, la banque fait son entrée à la bourse de Shanghai avec l'indice 600016.
Entre 1997 et 2000, la CMBC est la victime d'une fraude où 43 millions de dollars lui ont été dérobés par un conseiller de la banque.
En 2003, l'agence de notation Standard & Poor's attribue une note de B- à la CMBC, en cause son manque de capital par rapport à ses ambitions de développement.
Le 26 novembre 2009, la banque est listée à la bourse de Hong Kong.

## Activités
En décembre 2012, la CMBC compte 33 bureaux et 700 agences répartis dans toute la Chine.

## Direction
- Mao Xiaofeng : président directeur exécutif
- Xing Benxiu : vice-président exécutif
- Bai Dan : directeur financier

## Données financières
En 2013, les profits de la banque sont en hausse de 12,6% pour atteindre 6,91 milliard de dollars US.